# Kinesträd
Kinesträd (Koelreuteria paniculata) är en kinesträdsväxtart som beskrevs av Laxm.. Kinesträd ingår i släktet kinesträdsläktet och familjen kinesträdsväxter. Arten förekommer tillfälligt i Sverige, men reproducerar sig inte. Inga underarter finns listade i Catalogue of Life.
Artens utbredningsområde ligger i centrala, östra och sydöstra Kina ungefär från Peking söderut. Ursprungliga populationer finns kanske i norra Vietnam.
IUCN listar arten som livskraftig (LC).